# Gregorio López de Tovar
Gregorio López de Tovar (Valladolid, 1547 - 1636), jurista español, fue nieto del jurista Gregorio López, con quien frecuentemente se le confunde.

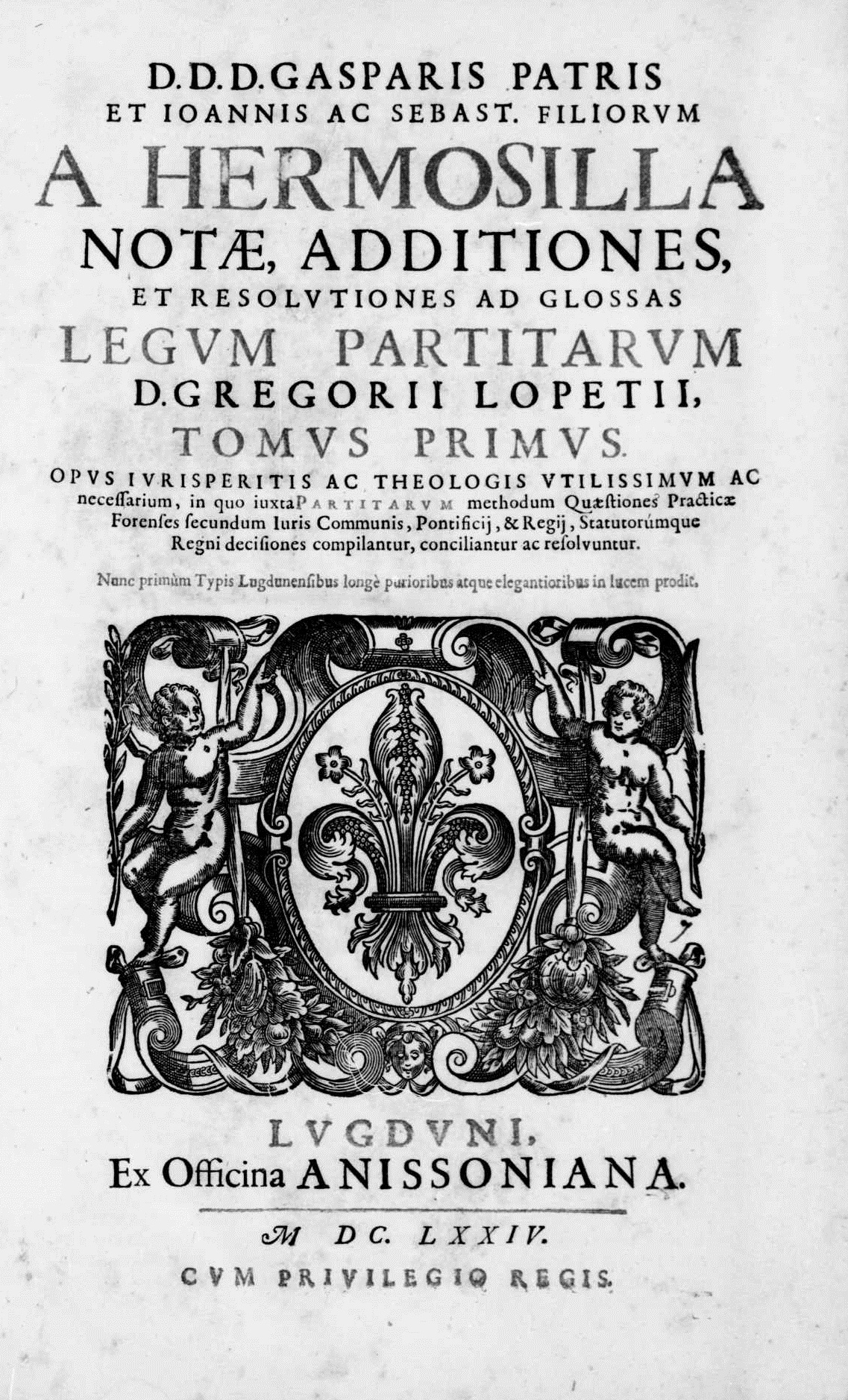
Gaspar de Hermosilla, Notae, additiones et resolutiones ad glossas legum partitarum domini Gregorii Lopetii, 1674

Hijo de Gregorio López y de Lucía Pizarro (hija, que había adoptado el apellido de su madre, María Pizarro, y del doctor Tomás de Tovar), estudió en el convento-colegio de la Armedilla, cerca de Cuéllar, y se licenció en la Universidad de Salamanca. Sustituyó a su propio padre en 1580 como fiscal de la Real Chancillería de Valladolid. Posteriormente fue Oidor de la Audiencia de Galicia (1597) y de las Reales Chancillerías de Granada (1604) y Valladolid (1608), pasando, en 1626, a cubrir una plaza en el Consejo de Órdenes, con hábito de Santiago, por especial merced de Felipe IV. Además, durante su etapa en Granada fue consultor del Santo Oficio.
Se jubiló en 1631, falleciendo en Valladolid el 9 de mayo de 1636.

## El "Repertorio" de López de Tovar
Completó la edición y comentario de su abuelo, Gregorio López, a las Siete Partidas (Salamanca, 1555), que había sido reconocido como texto oficial por Real Cédula de 7 de septiembre de 1555, con un copioso índice denominado "Repertorio de las leyes y glosas de las Partidas y concordancias de los derechos civil y canónico con el del reino", obra auxiliar jurídica redactada entre los años 1573 y 1575, y que a partir de la edición de 1576 de la obra de su abuelo, la ha acompañado formando el cuarto tomo de dicha edición, en todas sus reimpresiones hasta el siglo XIX, lo que ha contribuido a identificar su nombre con el de su abuelo y ha sido base de prolongada confusión.